# Eskikapımahmut
Eskikapımahmut (Koerdisch: Eskîqepûmehmûd), soms ook geschreven als Eskikapumahmut, is een dorp in het Turks district İmranlı in de provincie Sivas. Het dorp Eskikapımahmut is in 1923 opgericht. Het dorp ligt ongeveer 16 km ten noordoosten van de stad İmranlı en 125 km ten noordoosten van de stad Sivas. Vanwege de slechte en onverharde wegdeken is de reistijd naar deze steden 30 minuten respectievelijk 2 uur.

## Bevolking
In het dorp wonen vooral alevitische Zaza, die oorspronkelijk uit Varto komen en tot de Xormekan-stam behoren. In de 21e eeuw leeft slechts een klein deel van de oorspronkelijke bevolking nog permanent in het dorp; de rest van de oorspronkelijke bevolking is naar West-Europa en naar grotere Turkse steden, zoals Istanboel en Ankara, geëmigreerd. 
| Jaar | Totaal | Mannen | Vrouwen |
| ---- | ------ | ------ | ------- |
| 2019 | 64     | 34     | 30      |
| 2012 | 37     | 23     | 14      |
| 2007 | 30     | 20     | 10      |
| 2000 | 116    |        |         |
| 1997 | 155    |        |         |
| 1985 | 413    |        |         |
| 1975 | 534    | 243    | 291     |
| 1955 | 210    | 96     | 114     |
| 1950 |        |        |         |